# Neue Semlower Straße

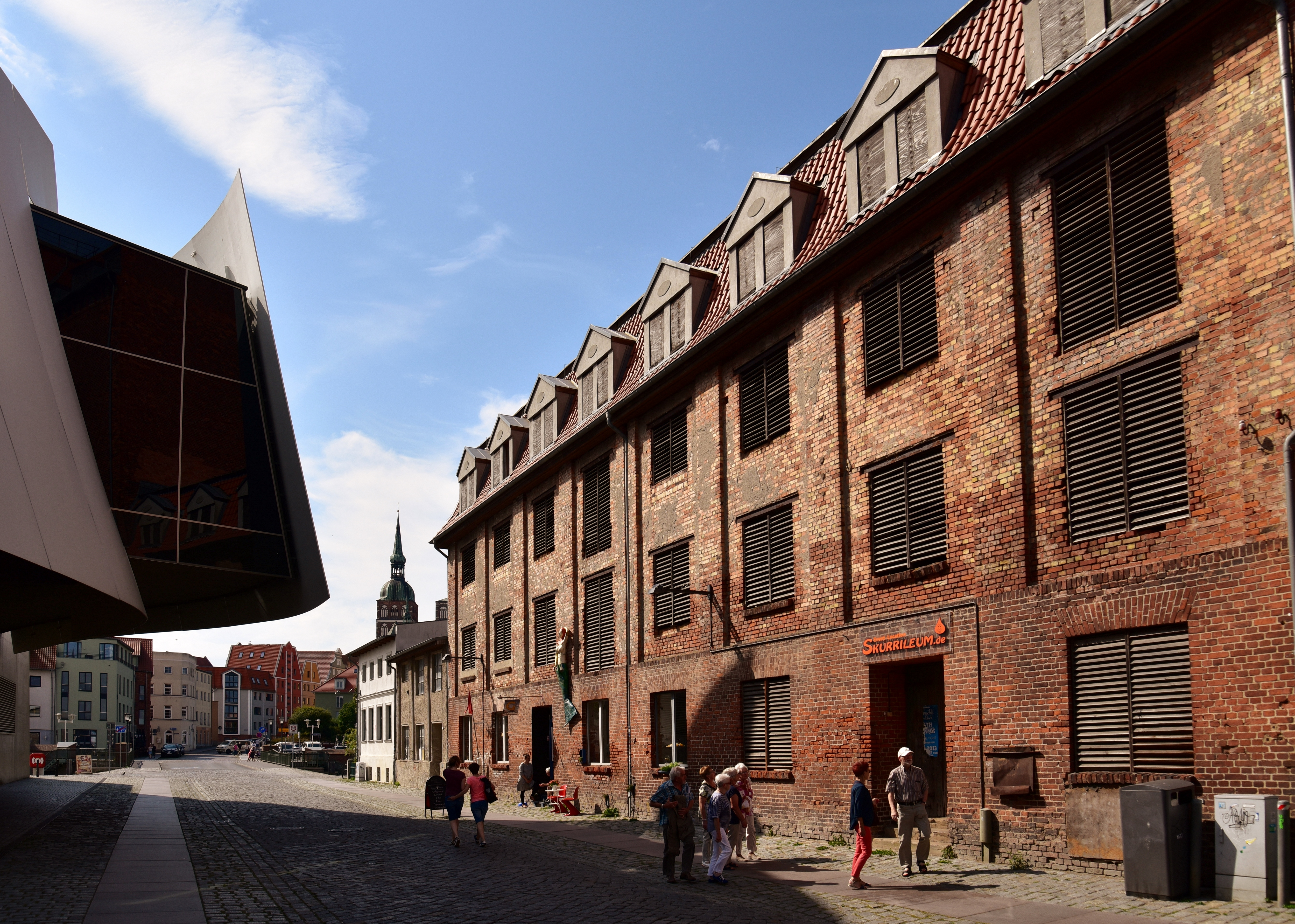
Blick auf die Neue Semlower Straße

Die Neue Semlower Straße (auch: Neue Semlowerstraße) auf der Hafeninsel im Stadtgebiet Altstadt in Stralsund verbindet die Semlower Straße, die Straßen Am Fischmarkt, Am Fährkanal und Am Semlower Kanal an der Semlower Brücke mit der Hafenstraße. Sie gehört zum Randgebiet des UNESCO-Welterbes Historische Altstädte Stralsund und Wismar.
Die Straße wurde im Zusammenhang mit der Aufschüttung der Hafeninseln in den 1860er Jahren angelegt.
Ein Gebäude in der kurzen Straße steht unter Denkmalschutz (siehe auch Liste der Baudenkmale in Stralsund), nämlich Neue Semlower Straße ohne Nummer, Speicher.